# Andrzej Wyczawski
Andrzej Wyczawski (ur. 26 października 1959 w Jarosławiu) – polski samorządowiec, administratywista, pracownik samorządowy, burmistrz Jarosławia w latach 2006–2014.

## Życiorys
Ukończył studia na Uniwersytecie Marii Curie-Skłodowskiej (filia w Rzeszowie), uzyskał tytuł magistra administracji.
W latach 1990–2002 radny I, II i III kadencji Rady Miasta Jarosławia i członek Zarządu Miasta, twórca Biura Promocji Miasta. W latach 2002–2006 radny powiatu jarosławskiego i członek zarządu powiatu jarosławskiego.
W Urzędzie Miasta Jarosławia w latach 1990–1997 Naczelnik Wydziału Spraw Obywatelskich, w latach 1997–1998 wiceburmistrz Miasta Jarosławia, w latach 2002–2006 naczelnik Wydziału Kultury Turystyki i Promocji Miasta. Zasiadał w radzie politycznej Stronnictwa Konserwatywno-Ludowego.
W 2006 z ramienia Prawa i Sprawiedliwości został wybrany na burmistrza miasta Jarosławia, pokonując Janusza Dąbrowskiego stosunkiem głosów: w I turze wyborów: 5683 do 2294, a w II turze wyborów: 7079 do 3588. W 2010 z ramienia Prawa i Sprawiedliwości został wybrany w pierwszej turze na drugą kadencję burmistrza miasta Jarosławia, uzyskując 7652 głosów (53,39%). W 2014 nie uzyskał reelekcji, przegrywając w II turze z Waldemarem Paluchem stosunkiem głosów 5520:5635. Nie zdobył także mandatu w sejmiku podkarpackim.
Otrzymał Krzyż Wolności i Solidarności (2012) i Złoty Krzyż Zasługi (2009).

### Działalność społeczno-polityczna
- 1980 – założyciel i działacz NSZZ „Solidarność” w Zakładach Przemysłu Cukierniczego „San” w Jarosławiu
- 1981 – współtwórca Biblioteki Wydawnictw Niezależnych w Jarosławiu
- od 13 grudnia 1980 do kwietnia 1981 internowany w zakładach karnych w Uhercach i Łupkowie
- 1988–1990 – przewodniczący Międzyzakładowej Komisji Związkowej NSZZ „Solidarność” oraz członek Zarządu Regionu NSZZ „Solidarność” Ziemia Przemyska
- 1989 – współtwórca i wiceprzewodniczący Komitetu Obywatelskiego „Solidarność” w Jarosławiu
- od 2003 członek Prawa i Sprawiedliwości, od 2006 pełnomocnik miejski PiS
- 1994–2006 – autor cyklicznych audycji w Radio Ave Maria i Radio Fara: audycji muzycznej „Moja i twoja nadzieja”
- 1997–1999 – audycje samorządowe „Nasze sprawy”
- od 2006 – audycje samorządowe w Radiu „FARA”
- od 2016 – członek zarządu Fundacji Rozwoju Systemu Edukacji[3]

## Nagrody, wyróżnienia, osiągnięcia
- Honorowy członek Związku Sybiraków,
- Honorowy Obywatel Miasta Michalovce (Słowacja),
- w 1998 inicjator pierwszej akcji bezpłatnych badań mammograficznych w ramach Narodowego Programu Walki z Rakiem i Programu Zwalczania Nowotworów Złośliwych u Kobiet,
- wiceprezes Stowarzyszenia Euroregion Karpacki Polska,
- autor i realizator projektów unijnych promujących Jarosław, jak np. Jarosław–Michalovce,„ Most przyjaźni ponad Karpatami” oraz „Wystawa turystyczna miast partnerskich”,
- w czasie pełnienia przez niego funkcji burmistrza Gmina Miejska Jarosław otrzymała dwukrotnie certyfikat „Gmina Fair Play” (2007 i 2008), wyróżnienie honorowe (2007) oraz Złotą Lokalizację Biznesu (2008)